# Ken Blackburn
Ken Blackburn é um engenheiro aeronáutico Força Aérea dos EUA que tornou-se famoso no ramo dos aviões de papel.
Ele é considerado o Pelé dos aviões de papel.

## Títulos e Honrarias
- Quatro vezes recordista mundial de tempo de vôo com aviões de papel.[2]

## Livros
- 2004 - O livro dos aviões de papel (Ken Blackburn e Jeff Lammers) - Ed.LANDY.[3]